# Unión África Ceutí Sociedad Deportiva
La Unión África Ceutí es un club de fútbol sala fundado en septiembre de 1930 en Ceuta, España, desconociéndose actualmente el día exacto de su fundación, aunque se da por valido como el 29 de Septiembre. Inicialmente se funda con el nombre de África Sport Club, en 1939 absorbe al África Futbol Club ( fundado en 1925), en 1941 cambia el nombre por la ley de prohibición de nombre extranjero por el nombre África Club y en 1943 cambia de nuevo para obtener su actual nombre. Es el club de fútbol más antiguo de la Federación de Fútbol de Ceuta. En el pasado tuvo equipos de baloncesto, balonmano, ciclismo o tenis. Su primer presidente fue don Luis Lombarte Souza, y su sede social estuvo ubicada al principio en la Calle García Hernández, N.º 54, 3.º derecha y posteriormente en la Calles González Besada N.º 20, plaza de la república N.º 7, y Plaza de África n.º 3. También tuvo su sede social y sus instalaciones deportivas en los años sesenta y setenta en las murallas reales donde mantuvo sus instalaciones deportivas durante los años 80 y principios de los 90, por últimos tuvo su sede social en la avenida África en el antiguo Bingo África. Actualmente su sede se encuentra en Teniente Olmo N.º 1 , 2.ª planta, en el actual mercado central.
Su equipación ha cambiado durante su vida, camiseta azul y blanca a listas verticales y pantalón azul oscuro, en 1939 camisa azul y pantalón blanco hasta 1952, a partir de 1953 totalmente de blanco a los sesenta la equipación actual, durante años utilizó camiseta arlequinada blanquinegra, pantalón negro. En la actualidad su primera equipación oficial es camiseta blanca, pantalón negro y medias negras, siendo sus segundas equipaciones un homenajes a las equipaciones de todos los tiempos.
El club recibe 1944 la copa Estadio que le otorga el Consejo Superior de Deportes por ser el Club Español que más actividades deportivas tenía en la temporada 1943/1944, y el 2 de septiembre de 2006, la Ciudad Autónoma de Ceuta le concede la medalla de honor de la ciudad, en septiembre de 2005 el club celebró su 75 aniversario.
Durante su vida deportiva ha jugado en la primera regional del protectorado las temporadas 1932/1933, 1933/1934 y 1934/1935, y también desde la temporada 1939/1940 hasta la temporada 1953/1954. Es campeón de la liga regional preferente de Ceuta en varias ocasiones, esto le permite jugar la fase de ascenso a tercera división, contra los campeones de la regionales preferentes de Melilla. Ha participado 10 temporadas en tercera división nacional del futbol español: 1954/1955, 1955/1956, 1956/1957, 1969/1970, 1971/1972, 1979/1980, 1980/1981, 1986/1987, 1987/1988 y 1995/1996. Consigue su mayor éxito en la temporada 1956/1957, en la que logró clasificarse para los play offs de ascenso a segunda división. Participa en la Copa del Generalísimo (actual copa del Rey) en la temporada 1969/1970 y ya en la denominada Copa del Rey en la 1979/1980. En el fútbol base del club destaca un gran número de campeonatos ligeros y coperos en todas sus categorías, así como otros trofeo, en el ámbito nacional, cabe destacar que el club tuvo muchos años a sus juveniles de futbol 11 en categoría nacional.
A nivel títulos destacan los siguientes:
- 88/89 campeonato de España de fútbol sala Alevín disputado en Ceuta.
- 91/92 campeonato de España de fútbol sala Alevín disputado en Toledo.
- 92/93 campeonato de España de fútbol sala Alevín disputado en Cádiz.
- 16/17 campeón de su grupo de división de honor de juveniles de fútbol sala.

Jugadores ilustres que han salido de la cantera del Ceutí son algunos como Nayim, Julio Soler, o los hermanos lesmes, y por el club ha pasado gente tan ilustre como Francisco Galán Puertas «Paquirri», mítico presidente del U.A.Ceutí, o los entrenadores y colaboradores como Antonio Atencia, Nepo, Tayo, Almagro, Manu León, Juanma López, Niebla, Málaga, Santi o Antonati.
Actualmente, juega en Segunda División. En el pasado el club también contó con una sección de fútbol. El club tiene un equipo filial que participa en Tercera división Nacional de Fútbol Sala .Cuenta también con un equipo en División de honor de Juveniles. Actualmente cuenta con 15 equipos en categorías formativas de fútbol sala de base.
Luego de varias años en Segunda División B, obtiene el título de liga y el ascenso mediante playoff frente al Atlético Benavente FS en la temporada 2018-19. En la temporada 2019-20 mantiene la categoría en segunda división, y en la temporada 2020-21 llega a jugar los play offs por el ascenso.

## Plantilla 2021-22[3]
|    | Nac.              | Nombre                           | Sobrenombre    | Puesto  |
| -- | ----------------- | -------------------------------- | -------------- | ------- |
| 13 | Bandera de España | Germán                           | Germán         | Portero |
| 15 | Bandera de España | Daniel Cabezón Ayora             | Dani Cabezón   | Portero |
| 5  | Bandera de España | Manuel Orellana                  | Manu Orellana  | Cierre  |
|    |                   | Abel Casas                       | Casas          | Portero |
| 7  | Bandera de España | Jose                             | Jose           | ala     |
| 8  | Bandera de España | Manuel Casas Rodríguez           | We Casas       | Cierre  |
| 21 | Bandera de España | Manuel Jesús Orellana Valenzuela | Manuel Ojopalo | Cierre  |
| 2  | Bandera de España | Moles                            | Moles          | Ala     |
| 4  | Bandera de España | Alvarado                         | Alvarado       | Ala     |
| 9  | Bandera de España | Monchito                         | Monchito       | Ala     |
| 10 | Bandera de España | Anuar Maimon Amessaoud           | Anuar          | Ala     |
| 17 | Bandera de España | Sergio Barbero                   | Barbero        | Ala     |
| 20 | Bandera de Brasil | Everton Luiz Ferreira Araujo     | Everton        | Ala     |
| 23 | Bandera de España | Felipe de Lima                   | Filipinho      | Ala     |
| 28 | Bandera de España | Hugo Alonso                      | Hugol          | Ala     |
| 6  | Bandera de España | Colacha                          |                | Pívot   |
| 11 | Bandera de España | Sufian Chaib Abderrahman         | Sufi           | Pívot   |

Entrenador:  Tomás de Dios

## Palmarés
- Segunda División B (1): (2018-19)